# Pine Tree Chief

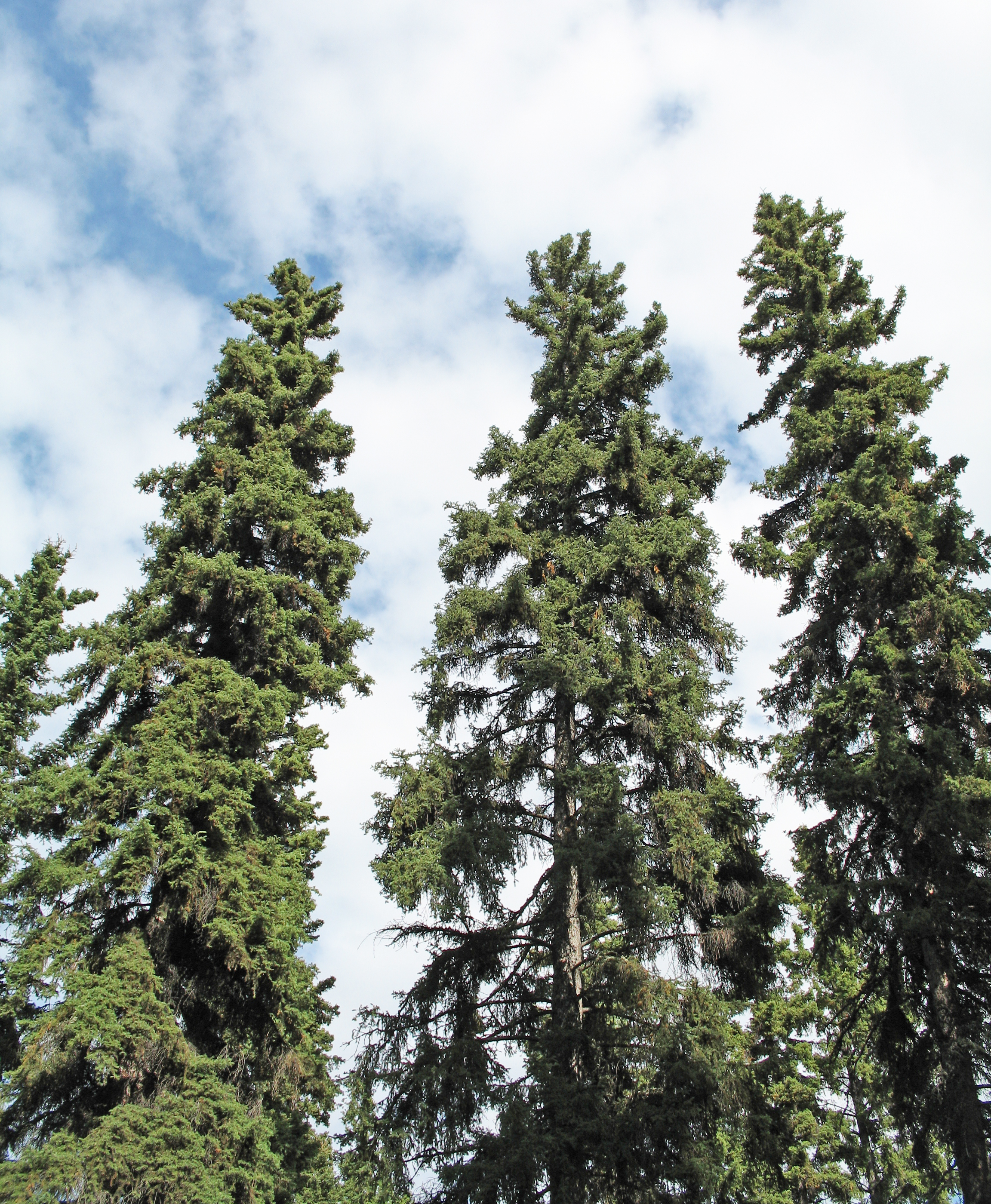
Weiß-Fichte in Nordamerika

Pine Tree Chief war die Bezeichnung für Häuptlinge der Irokesen, deren Titel nicht erblich war. Der Name stammt von der Weiß-Fichte (Picea glauca), die bis in den Himmel ragt. Sie kann nicht umfallen, da ihre obersten Zweige vom Himmel festgehalten werden.
Zusätzlich zu den Häuptlingen mit ererbter Würde gab es eine erhebliche Anzahl von Pine Tree Chiefs, die von Sachems und Clanmüttern ausgewählt wurden. Sie dienten den Sachems als Berater, arbeiteten in Ausschüssen, um Fakten zu ermitteln und Empfehlungen bei Streitigkeiten vorzuschlagen. Im Großen Rat des Irokesenbundes hatte jeder der fünfzig teilnehmenden Häuptlinge oder Sachems einen Pine Tree Chief als Stellvertreter. Der Titel eines Pine Tree Chiefs konnte durch hervorragende Redeleistungen in Ratsversammlungen oder durch besondere Erfolge im Krieg erworben, jedoch als individuelle Leistung nicht vererbt werden.  Ein Pine Tree Chief hatte im Großen Rat keine Stimme und konnte seine Funktion bei Unfähigkeit oder Verstößen gegen die Regeln auch wieder verlieren.
Gelegentlich sollen auch Frauen als Pine Tree Chief fungiert haben. Die Seneca hatten zeitweilig neben acht regulären Clan-Häuptlingen noch rund 70 weitere Pine Tree Chiefs. Bei den zahlreichen Landverkäufen an die Kolonisten erscheinen neben den Unterschriften der Clan-Häuptlinge auch die der Pine Tree Chiefs und der Clanmütter.
In der Verfassung der Irokesen wird die Auswahl eines Pine Tree Chiefs wie folgt beschrieben:

„Sollte ein Mann aus dieser Nation besondere Fähigkeiten besitzen oder großes Interesse an der Entwicklung der Nation zeigen und beweisen können, dass er klug, ehrlich und vertrauenswürdig ist, dann können ihn die Ratsmitglieder dazu auswählen, mit ihnen gemeinsam einen Sitz im Großen Rat der Konföderation einzunehmen. Er soll als ein ‚aus der Nation stammender Pine Tree‘  bei der nächsten konstituierenden Sitzung proklamiert werden. Sollte er jemals gegen die Regeln des Großen Friedens verstoßen, darf er nicht aus seinem Amt entlassen werden, doch danach wird niemand auf seine Stimme hören und seinen Rat befolgen. Sollte er seinem Sitz und Titel zurückgeben, wird ihn niemand daran hindern. Ein Pine Tree Chief kann weder seinen Nachfolger bestimmen, noch ist sein Titel erblich.“